# Morskie Oko w Cieplicach Śląskich-Zdroju – punkt widokowy

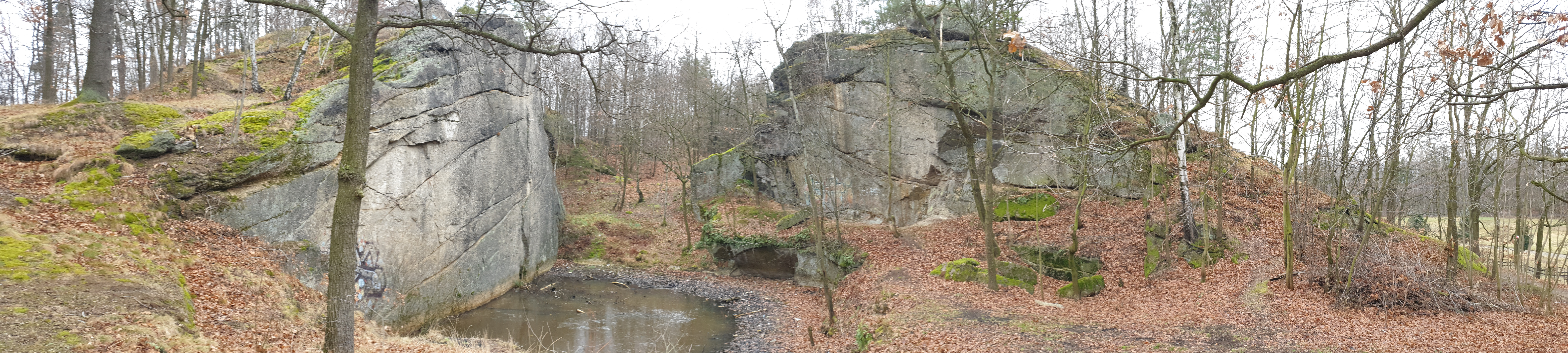
Widok na kopułę granitową z kierunku północno-zachodniego.

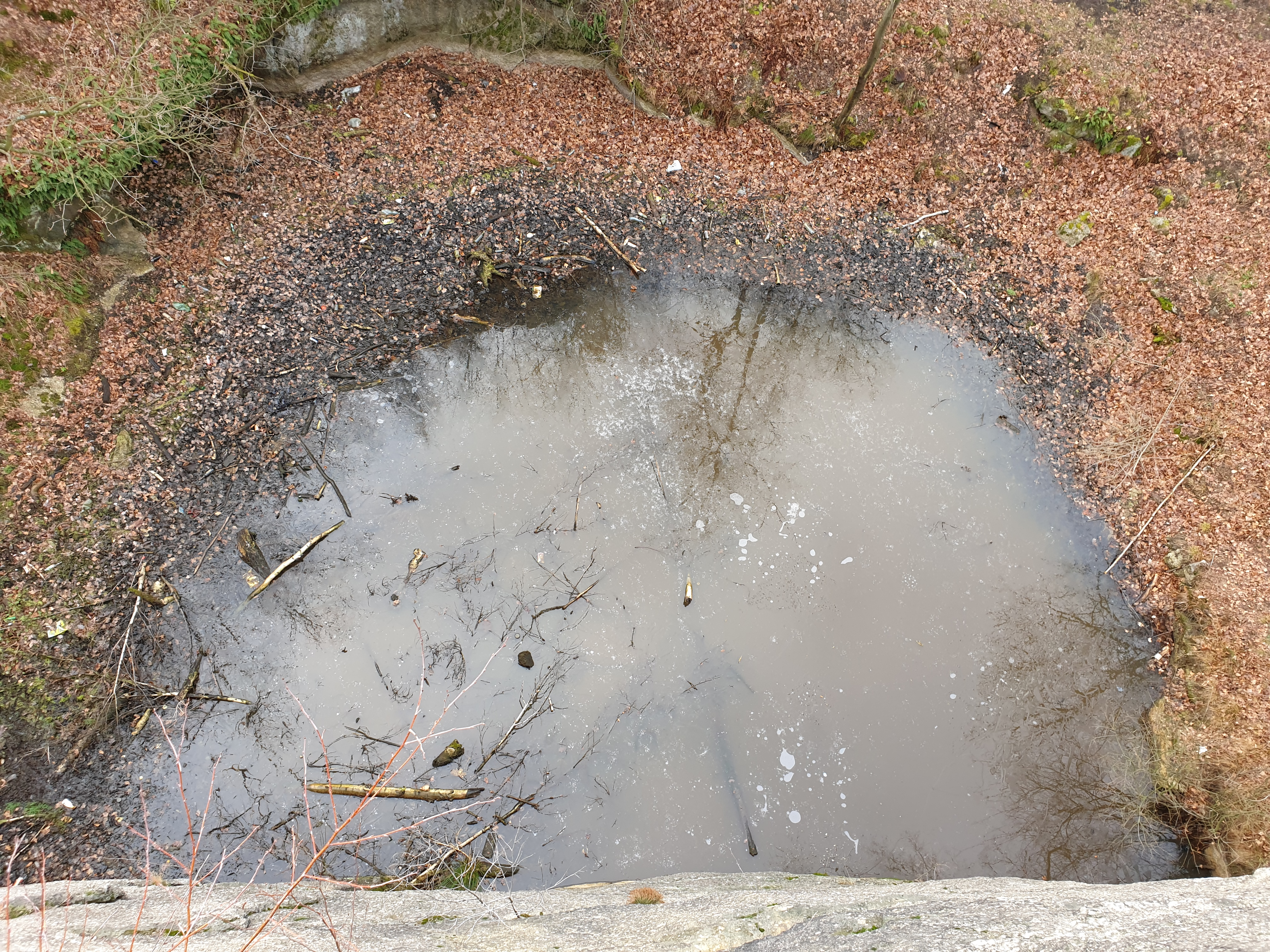
Widok na Morskie Oko ze szczytu wychodni skalnej, gdzie znajduje się punkt widokowy

Morskie Oko w Cieplicach Śląskich-Zdroju – punkt widokowy z którego rozpościera się panorama na zachodnie Karkonosze oraz Góry Izerskie. Swoją względną wysokość zawdzięcza położeniu na kopule granitowej, która jest dominantą w okolicznym krajobrazie. W XX wieku istniał w tym miejscu kamieniołom granitu.

## Nazwa
Morskie Oko to powszechnie znane jezioro typu karowo-morenowego znajdujące się w Tatrach, ta sama nazwa została wykorzystana przez mieszkańców Jeleniej Góry dla małego zbiornika wodnego znajdującego się pomiędzy dwoma skalnymi ścianami co ma nawiązywać do wspomnianego wcześniej jeziora w Karpatach. Nazwa została oficjalnie przyjęta przez stowarzyszenie Moje Karkonosze w roku 2019 podczas tworzenia Cieplickiego Szlaku Spacerowego.

## Położenie
Morskie Oko znajduje się na wysokości około 400 m n.p.m. w dzielnicy Jeleniej Góry — Cieplicach Śląskich-Zdroju i graniczy bezpośrednio od południowego wschodu z terenem cieplickiego cmentarza komunalnego przy ulicy Krośnieńskiej 58. Punkt widokowy mieści się w granicach gminy miasta Jelenia Góra, a według podziału fizyczno-geograficznego w obrębie mezoregionu Kotlina Jeleniogórska. Centrum Cieplic znajduje się około 1,5 km w linii prostej w kierunku północno-zachodnim od opisywanego obiektu.

## Geneza

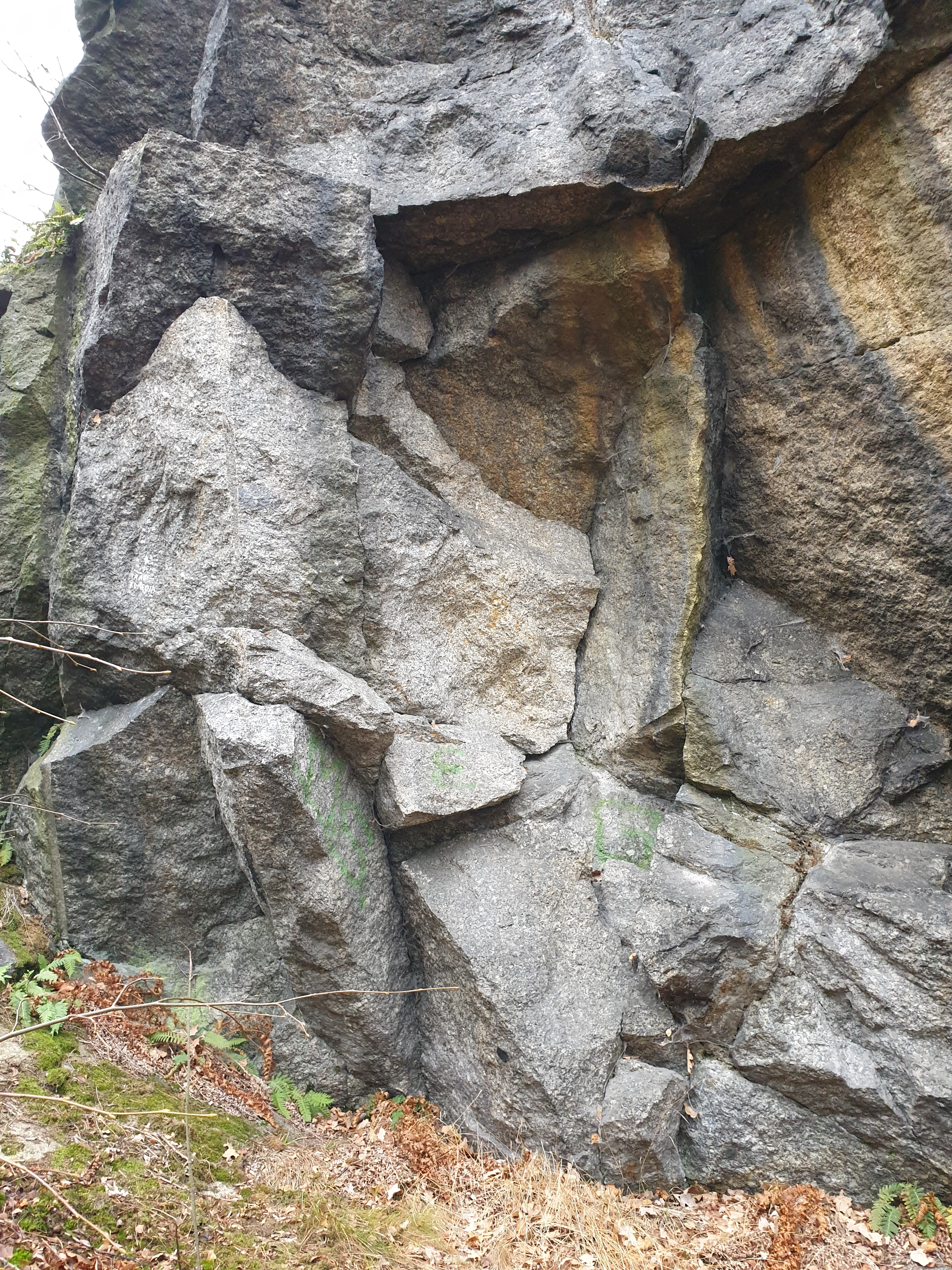
Zdjęcie przedstawia spękania skalne w granicie będące efektem działalności górniczej.

Istnieje kilka teorii objaśniających powstanie Kotliny Jeleniogórskiej, które opierają się na istnieniu zapadliska będącego dnem kotliny gdzie dostrzec możemy szczyty pomniejszych pasm wzniesień o układzie wyspowym. Najbardziej popularna teoria wiąże ze sobą genezę tektoniczno-wietrzeniową tego mezoregionu. Granit jako bardziej odporna skała ulegał denudacji znacznie wolniej niż otaczające go formacje skalne co doprowadziło do powstania pagórkowatego krajobrazu w neogenie na skutek intensywnej erozji i usuwania zwietrzałego materiału. Przykładem kopuły granitowej, tworzącej krajobraz Kotliny Jeleniogórskiej jest skała górująca nad Morskim Okiem. Wychodnia skalna ma względną wysokość 15 metrów względem otaczającego terenu, co świadczy o większej odporności granitu porfirowatego od otaczających go osadów, które uległy wspomnianemu wcześniej wietrzeniu i transportowi. Cały obiekt możemy podzielić na dwie części według sztucznej granicy jaką jest wyrobisko po kamieniołomie. Mniejsza część znajduje się w kierunku południowo-zachodnim od wspomnianej granicy, natomiast ta większa gdzie jest zlokalizowany punkt widokowy — w kierunku północno-wschodnim. Druga część ma długość około 100 m i szerokość około 20 m. Obwód wychodni skalnej wynosi około 300 m, a jej niemalże pionowa ściana ma wysokość około 14 m — u jej podnóża powstał mały zbiornik wodny wypełniający wyrobisko i zasilany wodami opadowymi wspomniany w akapicie Nazwa.

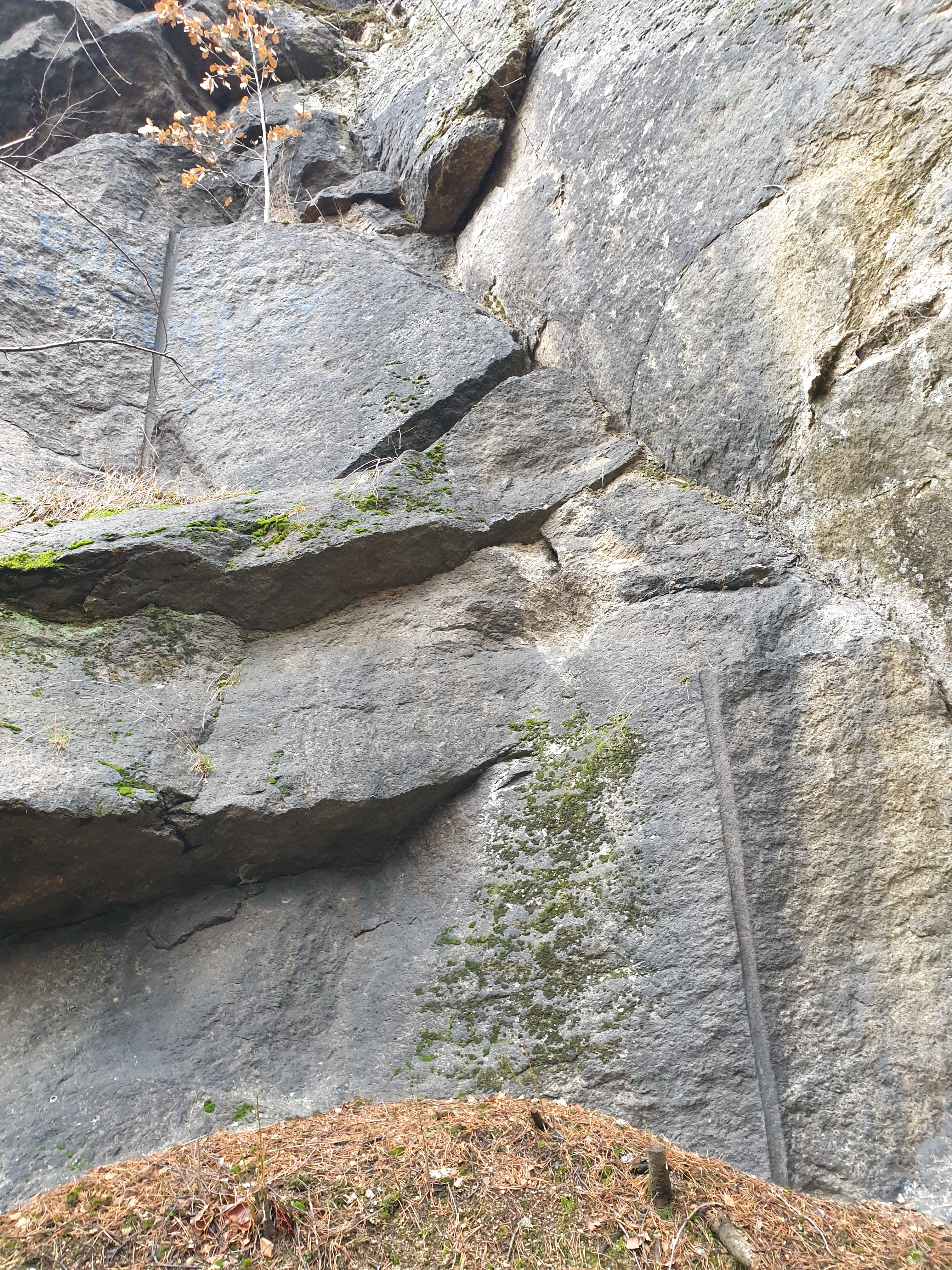
Odwierty górnicze widoczne w ścianie skalnej.

## Materiały historyczne
Materiały kartograficzne jakimi są niemieckie mapy topograficzne Messtischblatt z 1939 roku pokazują, że w miejscu dzisiejszego Morskiego Oka istniał kiedyś kamieniołom granitu, który funkcjonował na tych terenach w XX w., co wyjaśniałoby genezę dwóch niemalże pionowych ścian skalnych. Bezpośrednim dowodem na tego typu działalność górniczą są odwierty widoczne na ścianach skalnych oraz regularne spękania. Bazując na materiałach kartograficznych, można wykluczyć wcześniejsze wykorzystanie tego obiektu w XVIII w. ponieważ nie jest on w żaden sposób oznaczony na mapie Ludwika Wilhelma Reglera z 1764 r..

## Współczesne zagospodarowanie

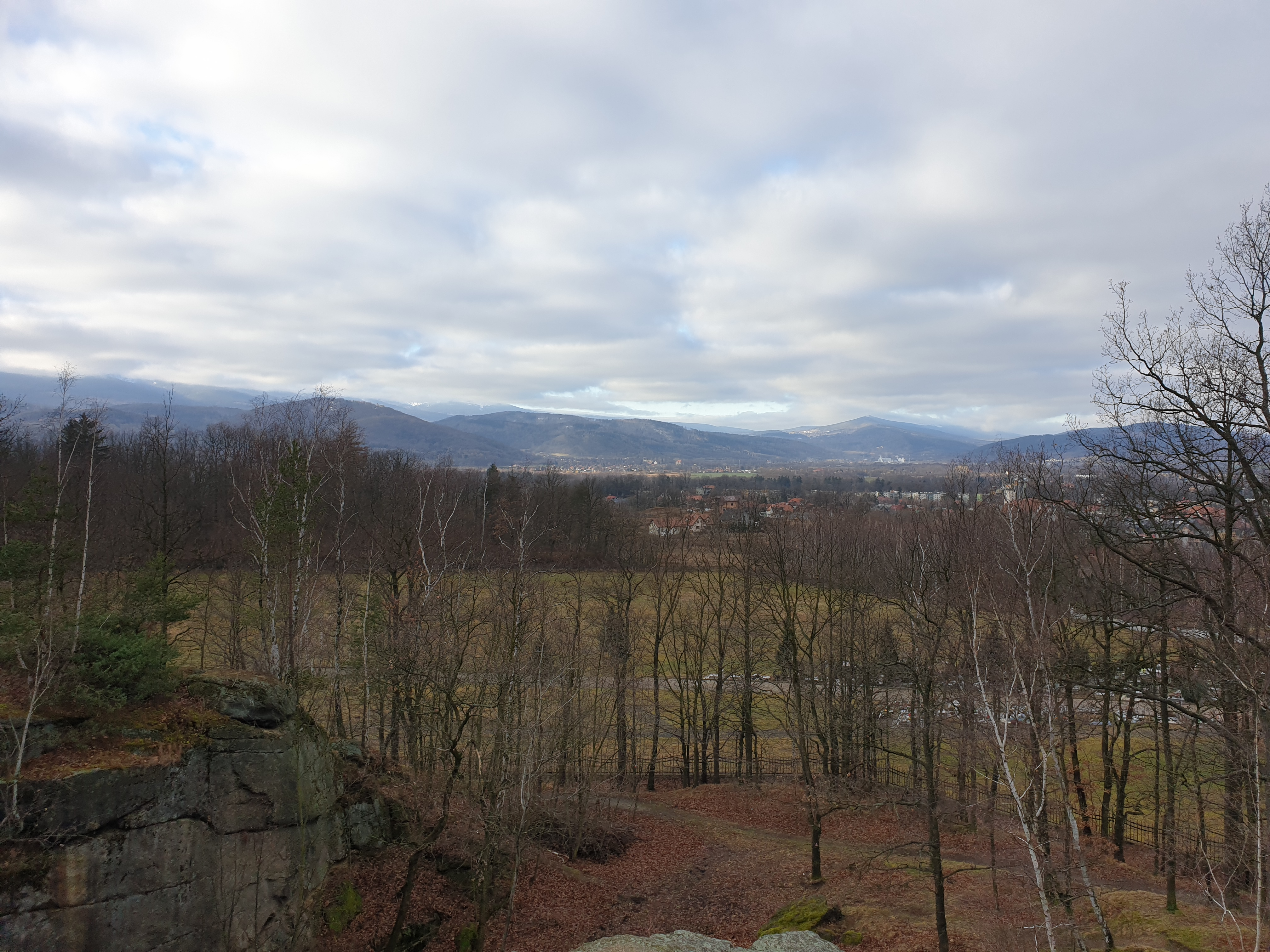
Panorama z Morskiego Oka.

Po zakończeniu II Wojny Światowej, gdy Dolny Śląsk znalazł się w granicach Polski, miejsce to przestało być użytkowane i tylko okoliczni mieszkańcy korzystali z niego jako cel wędrówek pieszych. W 2018 roku powstało stowarzyszenie o nazwie "Moje Karkonosze", które podjęło się między innymi stworzenia Głównego Cieplickiego Szlaku Spacerowego, którego jedną z atrakcji jest właśnie Morskie Oko. W 2019 roku zostały wykonane prace porządkowe w tym miejscu oraz oznakowano szlak pieszy. Panorama, która rozpościera się z tego punktu widokowego pozwala obserwować południową część Kotliny Jeleniogórskiej, zachodnią część Karkonoszy ze Śnieżnymi Kotłami oraz Góry Izerskie.